# 阿達多區
阿達多區是索馬利亞的一個區，位於該國中部的加勒古杜德州，首府為阿達多。

## 外部鏈結
- 阿達多區行政區域圖 （页面存档备份，存于）